# James Montgomery Flagg
James Montgomery Flagg (18 de junio de 1877 - 27 de mayo de 1960) fue un artista y dibujante estadounidense.

## Biografía
Flagg nació en Pelham, Nueva York. Desde pequeño fue un dibujante entusiasta y sus dibujos fueron aceptados por revistas de tirada nacional desde los 12 años. A los 14 publicaba en la revista Life y poco después pasó a formar parte del equipo de la revista Judge Magazine. De 1894 a 1898 fue alumno de la Liga de Estudiantes de Arte de Nueva York y, a los 20 años, estudió bellas artes en Londres y París. Después volvió a los Estados Unidos, donde tuvo una carrera prolífica ilustrando libros, portadas de revistas, viñetas políticas y cómicas, publicidad y anuncios. En su mejor momento, Flagg llegó a ser el dibujante mejor pagado de los Estados Unidos.

## Creación del cartel delTío Samen 1917

Famoso póster de reclutamiento de 1917 con el Tío Sam apuntando al espectador y la leyenda "Te quiero para el Ejército de los Estados Unidos".

Creó su póster más conocido en 1917, dirigido a promover el alistamiento de los jóvenes para las Fuerzas Armadas de Estados Unidos durante la Primera Guerra Mundial. Mostraba al Tío Sam señalando al espectador (inspirado por un anuncio de reclutamiento británico dónde aparecía Lord Kitchener en una pose similar) con el mensaje «I Want YOU for U.S. Army». Se imprimieron más de 4 millones de ejemplares de ese póster durante la Primera Guerra Mundial, y luego fue reutilizado para la Segunda Guerra Mundial. Flagg usó su propia cara para representar al Tío Sam (dándole más edad y una barba blanca y larga). Después declaró que así se evitó el problema de buscar a un modelo.
Flagg publicó su autobiografía en 1946, Roses and Buckshot.
James Montgomery Flagg murió en Nueva York y fue enterrado en Woodlawn Cemetery.

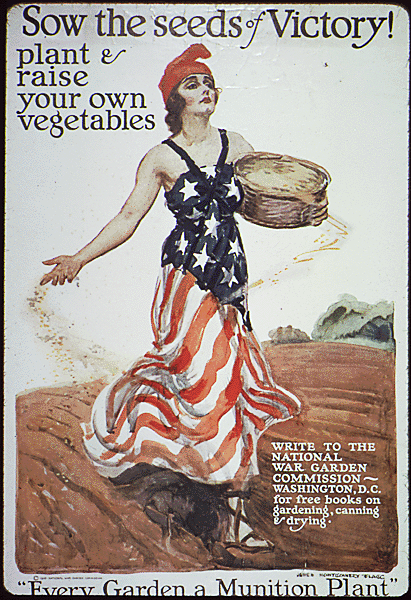
Columbia urgiendo plantar los Jardines de la Victoria.